# Václav Alois Svoboda
Václav Alois Svoboda (11. prosince 1791 Návarov – 8. ledna 1849 Praha) byl český básník a překladatel, píšící česky, latinsky a německy.

## Život
Václav Alois Svoboda se narodil v majetné rodině sládka z Návarova na Vysocku. Číst a psát se naučil u faráře Josefa Nigrina v Bozkově, kde se také seznamoval s díly prvních českých národních obrozenců. Pak navštěvoval školy v Jenišovicích a v Liberci, kde se naučil německy a začal studium na gymnáziu, ukončil je zkouškami v letech 1803–1804 na piaristickém gymnáziu v Mladé Boleslavi. Dále se vzdělával a cestoval po Čechách společně se svým učitelem, piaristou Dominikem Kynským. Po příchodu do Prahy navštěvoval staroměstské gymnázium, především aby se naučil klasickou řečtinu. Po jednoroční filosofické přípravce na Karlově univerzitě v Praze v roce 1811 na téže univerzitě vystudoval právnickou fakultu, na jeden rok se stal úředníkem a navštěvoval při tom filozofickou fakultu, především přednášky Bernarda Bolzana.
V Praze se spřátelil s mnoha obrozenci, především s Václavem Hankou, jehož názory sdílel a za kterého se v mnoha sporech stavěl. Toto období jeho tvorby bylo velmi ovlivněno svobodomyslnými názory německého preromantismu. V roce 1818 se připojil ke skupině Palackého a Šafaříka a začal prosazovat časoměrný verš, v roce 1830 se pod vlivem Dobrovského důkazů vrátil k sylabotónické prozódii, několik básní a překladů napsal také ve dvou variantách, přízvučné a časoměrné.
V roce 1814 odešel z Prahy vyučovat na gymnázium do Písku, dále do Jindřichova Hradce, kde vyučoval na gymnáziu šest let, do Prahy se vrátil v téže aprobaci na výuku jazyků v roce 1821; učil na malostranském gymnáziu a žil v Praze až do své smrti, ačkoliv v evidenci obyvatel jeho přihláška chybí.

## Dílo
Jeho dílo je velmi rozsáhlé, zahrnuje vlastní, především časopisecky publikovanou poezii v češtině, latině a němčině, především s liberálním nábojem (Óda na Švyc, Óda na mír Evropy 1815, óda k jmeninám Dom. Kynského, množství historických básní pro Hankovy Dějiny Čechů v obrazích, které pak vyšly i samostatně). Zprvu užíval různé pseudonymy (Vlády boř z Vulemilova, Wahrlieb, Freimuth, Navarovský).
Jedna z jeho básní, psaná paralelně v češtině, němčině a latině, je údajně předlohou anglické vánoční koledy Good King Wenceslaus. Napsal také velké množství částečně improvizované příležitostné poezie. Dále je autorem několika vesměs nehraných vlasteneckých dramat. Spekuluje se také o jeho větším či menším podílu na falzech Rukopisu královédvorského a zelenohorského. Napsal také množství časopiseckých článků o literatuře a historii.
Nejrozsáhlejší částí Svobodova díla jsou překlady, z nichž nejvýznamnější jsou překlady Rukopisu královédvorského a zelenohorského do němčiny. Do němčiny překládal i Hankovy vlastní básně, českou lidovou poezii, antické římské dramatiky, především Senecu. Do češtiny překládal nepříliš úspěšně dílo Friedricha Schillera, který patřil k jeho básnickým vzorům, přeložil mimo politickou lyriku i části Loupežníků. Překládal také, především pro školní účely, z latiny, a to zejména části Vergilia a také některé církevní písně. Dále překládal italská operní libreta do češtiny i němčiny. Do latiny přeložil Friedricha Schillera, Goethovu Ifigenii a Štítného Knížky šestery.